# Insurrection de Bac Son
Invasion japonaise de l'Indochine
L'insurrection de Bac Son (en vietnamien :  Khởi nghĩa Bắc Sơn ) désigne l’insurrection armée perpétrée par les communistes indochinois et qui fut réprimée par l'armée française dans le district de Bac Son (en), alors district de la province de Lạng Sơn du protectorat du Tonkin d’Indochine du 27 septembre au 28 octobre 1940 pendant la Seconde Guerre mondiale.

## Causes
Le 20 septembre 1940, impatienté par la lenteur des négociations de l’amiral français Decoux et en difficulté dans le Sud de la Chine, le général japonais Takuma Nishimura envoie un ultimatum annonçant que ses troupes entreront au Tonkin le 22 à minuit. Malgré les accords signé le 21 septembre, le 22 septembre à 21h00, la 5e division du général Nakamura force la frontière du Tonkin et se dirige vers Lạng Sơn.
Après que 2 287 tirailleurs indochinois aient désertés pour se réfugier dans leurs villages ou pour rejoindre la milice de l’Alliance national de rétablissement du Vietnam (vi), l’armée japonaise prend Lạng Sơn le 25 septembre. Des bataillons français se replient à Thái Nguyên via Điểm He (District de Van Quan (en)), Binh Gia (vi) et Bac Son (vi). Afin d’éviter une percée japonaise sur Hanoï, des bataillons français se mettent en ligne à Làng Giai (près de Nhan Ly (vi)) et Lang-Nac (près de Bắc Ninh) pour leur barrer la route.

## L'insurrection populaire
Le 26 septembre 1940, des membres des tribus Tày, Yao et Nung récupèrent des armes françaises à Bac Son (vi). Le lendemain la direction du comité local du parti communiste des districts de Bac Son (en) - Vo Nhai appelle à l’insurrection armée.
Dans la nuit du 27 au 28, 600 insurgés armés de fusils, de machettes et de couteaux vont dans le district de Bac Son (en) et prennent le poste militaire de Mỏ Nhai puis Bac Son (vi).

## La répression
Le 29 septembre 1940, le Japon et la France concluent un accord : en échange d’une occupation du Tonkin, l’armée japonaise accepte de laisser l’armée française libre. Le lendemain, des unités françaises partent de Thái Nguyên et Hanoï et reprennent Mõ Nhai, Đình Cả (vi), Vo Nhai (en), Binh Gia (en) puis essaient de reprendre Bac Son (vi) mais sans succès.
Le 14 octobre 1940, Chu Van Tan (en) du comité central (en) du parti communiste du Vietnam envoie Tran Dang Ninh (vi) rejoindre l’insurrection de Bac Son. Le 16 octobre 1940, à Đơn Úy, Tran Dang Ninh (vi) créé un groupe armé de guérilla avec 20 personnes pour renverser le gouvernement colonial. Le 28 octobre 1940, environ un millier de personnes se rassemble dans le village de Vu Lang (vi) pour reprendre Mõ Nhai. Mais un propriétaire de plantation français prévient les troupes françaises stationnées à Mõ Nhai. Celles-ci prennent un raccourci et attaquent le rassemblement.
À la fin de l'année 1940, l'insurrection de Bac Son est considérée comme totalement réprimée.

## Conséquences politiques
Le 11 novembre 1940, le septième plénum du premier comité central exécutif (en) du parti communiste d’Indochine décide de poursuivre l'insurrection de Bac Son et de reporter celui de Cochinchine. Un groupe de 32 communistes forme l’unité de guérilla de Bac Son (vi) le 4 février 1941, puis le việt Minh le 19 mai.